# Badeniowie herbu Bończa

herb Bończa

herb hrabiów Badeni

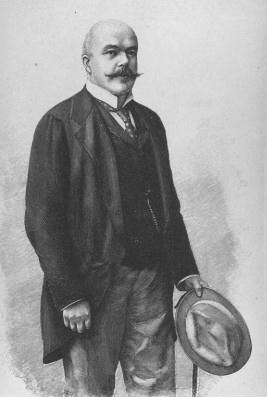
premier austriacki Kazimierz Badeni

Badeni – polska rodzina szlachecka i hrabiowska, posługująca się herbem Bończa, którego apogeum rozkwitu nastąpiło w XIX w., gdy stanowiła jedną z najbogatszych i najbardziej wpływowych rodzin arystokratycznych Galicji.

## Historia
Rodzina Badenich wywodziła się z mieszczaństwa lwowskiego, została nobilitowana w XVIII w. Jej znanym protoplastą był Jan Kanty Badyni, który był przedstawicielem Lwowa na elekcji w 1697. Jego syn Sebastian Badeni (zm. 1779) został cześnikiem winnickim (po nobilitacji), a synowie Sebastiana, Marcin (zm. 1824) oraz Stanisław (zm. 1824), pełnili różne funkcje publiczne w ostatnich latach istnienia I Rzeczypospolitej, w Galicji, Księstwie Warszawskim i Królestwie Kongresowym. Stanisław był m.in. sekretarzem króla Stanisława Augusta Poniatowskiego, a Marcin posłem na Sejm Czteroletni. Syn Marcina, Sebastian był dyplomatą w służbie Rządu Narodowego. Od Stanisława wywodziły się główne linie Badenich.
Syn Kazimierz (zm. 1854), właściciel ziemski w okolicach Lwowa, pełniący liczne raczej drobne funkcje publiczne w Galicji, uzyskał austriacki tytuł hrabiowski w 1845, który dziedziczyli potem jego potomkowie. Jego synem był Władysław (zm. 1888), poseł na Sejm Krajowy galicyjski oraz delegat do Reichsratu. Ten pozostawił po sobie dwóch synów, znanych polityków i prawników: Kazimierza (zm. 1909), namiestnika Galicji (1888–1895) i premiera Austrii (1895–1897), oraz Stanisława (zm. 1912), posła do sejmu krajowego i marszałka krajowego Galicji, członka Izby Panów. Syn Kazimierza, Ludwik (zm. 1916) był dyplomatą austriackim. Z kolei synem Ludwika był Joachim Badeni, pisarz i dominikanin.
Druga linia Badenich wywodziła się od brata Kazimierza (zm. 1854), Michała (zm. 1863), dziedziczącego majątki w okolicach Krakowa (m.in. Branice i Grabie). Był on oficerem, uczestnikiem powstania listopadowego i kawalerem orderu Virtutu Militari. Jego syn Stanisław (zm. 1910) uzyskał dyplom hrabiowski w 1887.

## Genealogia[1]
```
Jan Kanty Badyni, zm. ?
|→ Sebastian Badeni, zm. 1779
    |→ 
Stanisław Adam
, zm. 1824
    |   |→ 
Ignacy
, zm. 1859
    |   |   |→ Seweryn, zm. 1858
    |   |        |→ 
Jan
, zm. 1899
    |   |→ Kazimierz, zm. 1854
    |   |   |→ 
Władysław
, zm. 1888
    |   |   |   |→ 
Kazimierz
, zm. 1909
    |   |   |   |   |→ 
Ludwik
, zm. 1916
    |   |   |   |       |→ 
Kazimierz (Joachim)
, zm. 2010
    |   |   |   |→ 
Stanisław
, zm. 1912
    |   |   |       |→ 
Stanisław
, zm. 1943
    |   |   |       |→ Henryk, zm. 1943
    |   |   |       |→ Stefan, zm. 1961
    |   |   |           |→ Jan, zm. 1995
    |   |   |               |→ Michał
    |   |   |                   |→ Alexander
    |   |   |→ Aleksander, zm. 1869
    |   |→ Michał, zm. 1863
    |       |→ Stanisław, zm. 1910
    |       |   |→ Józef, zm. 1932
    |       |   |→ Marcin, zm. 1930
    |       |       |→ Stanisław, zm. 1987
    |       |→ 
Józef
, zm. 1878
    |→ 
Marcin
, zm. 1824
        |→ 
Sebastian
, zm. 1872
```

## Siedziby rodziny

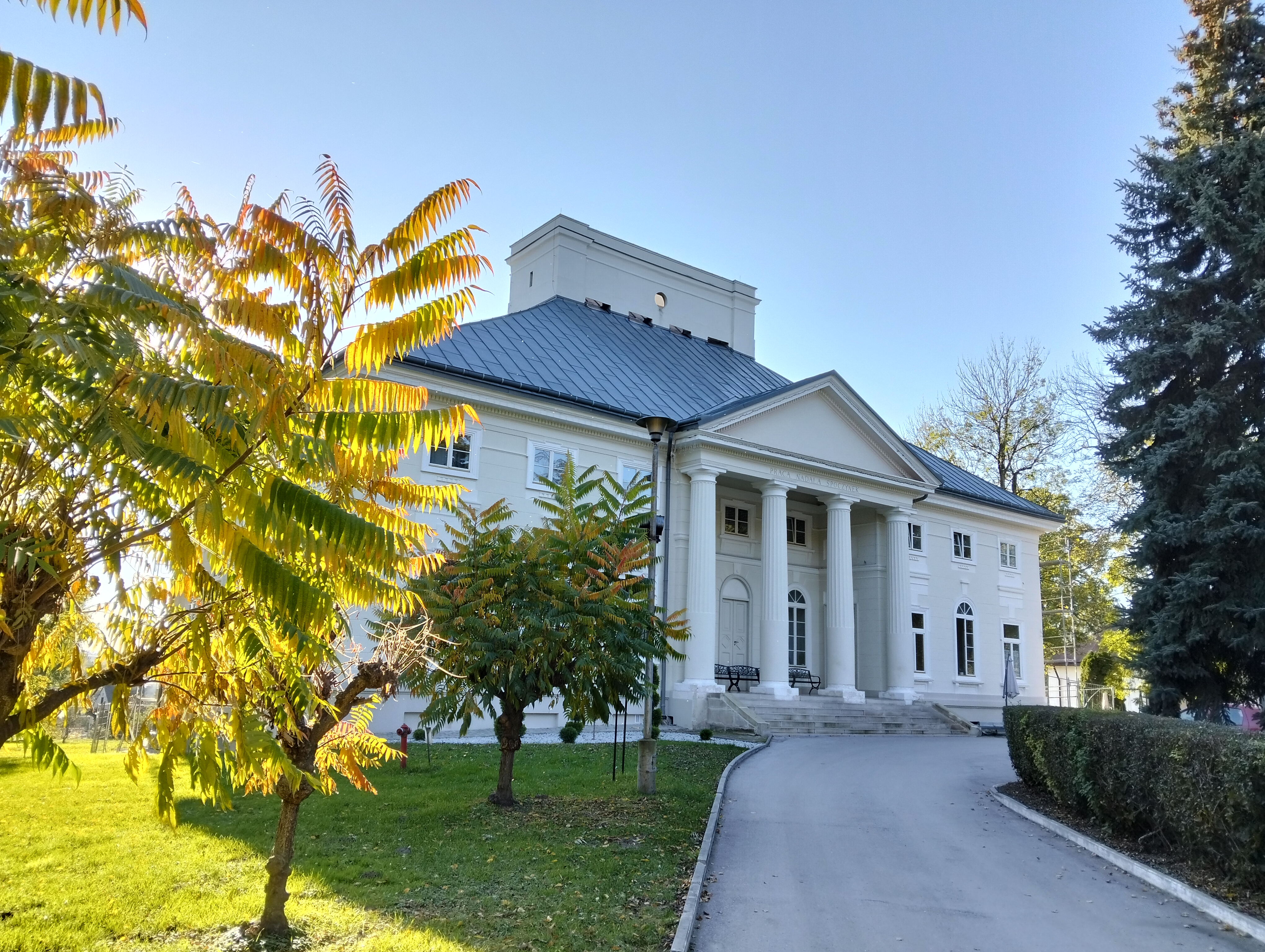
Pałac w Bejscach
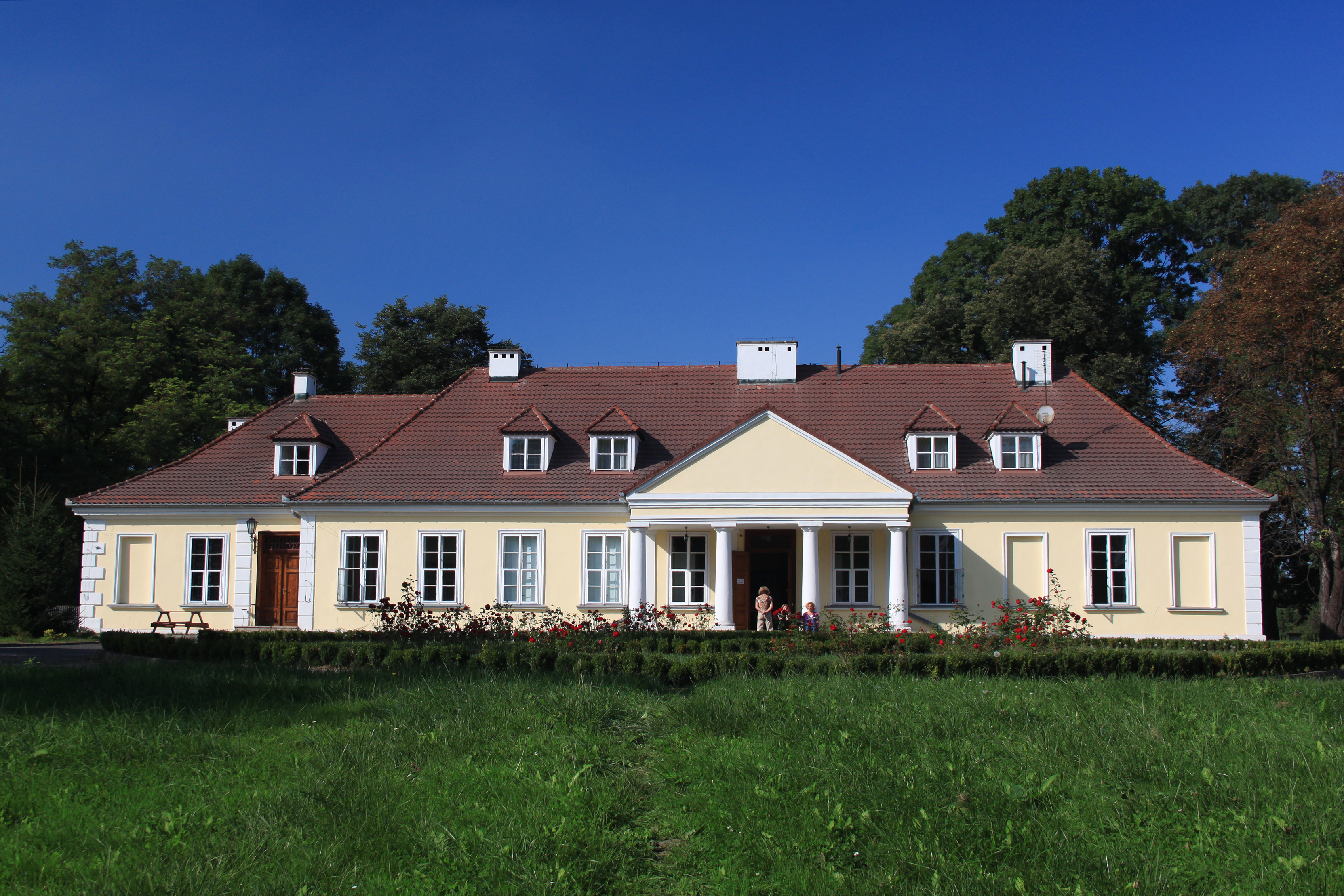
Dwór w Branicach
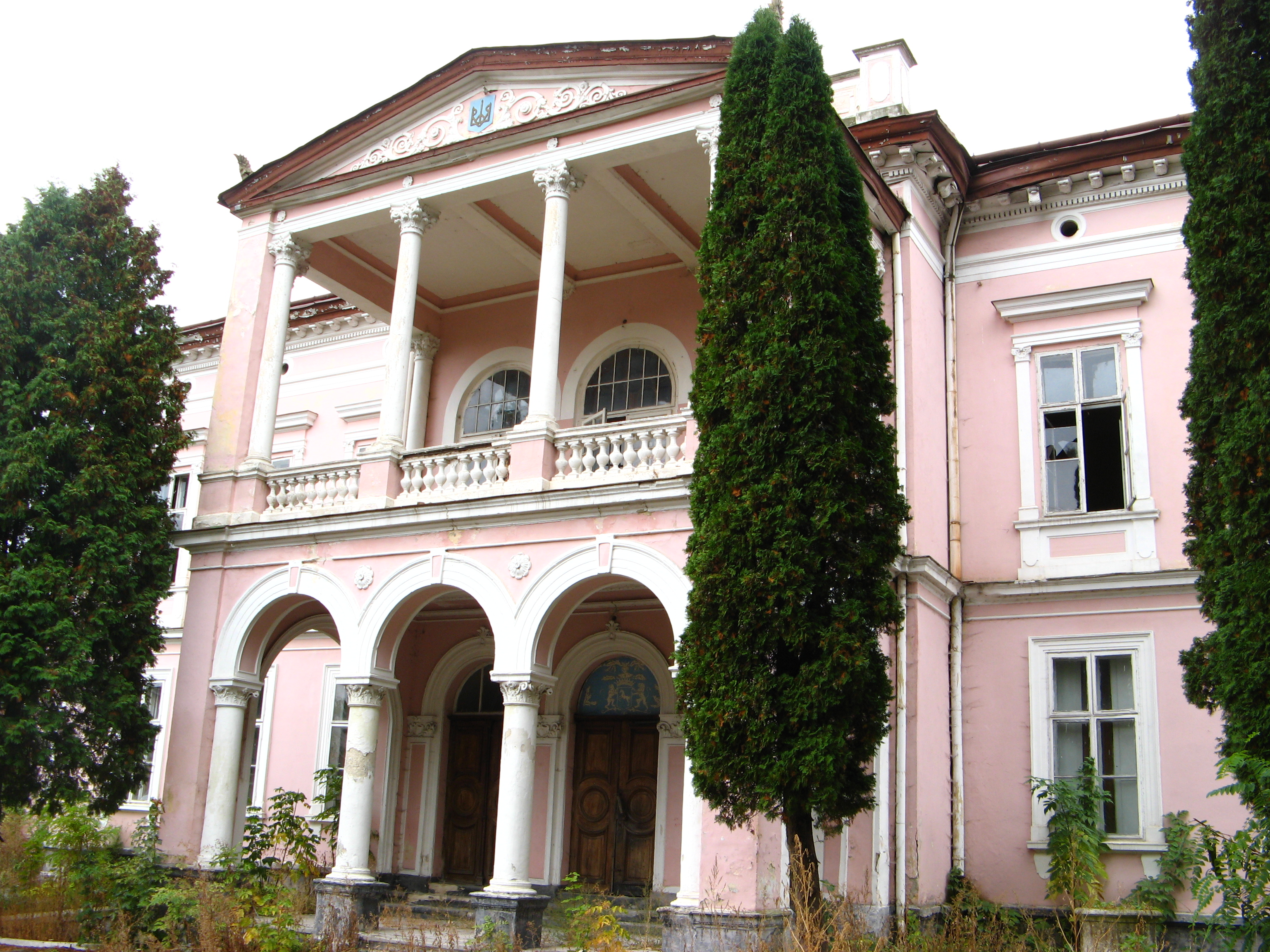
Pałac w Busku
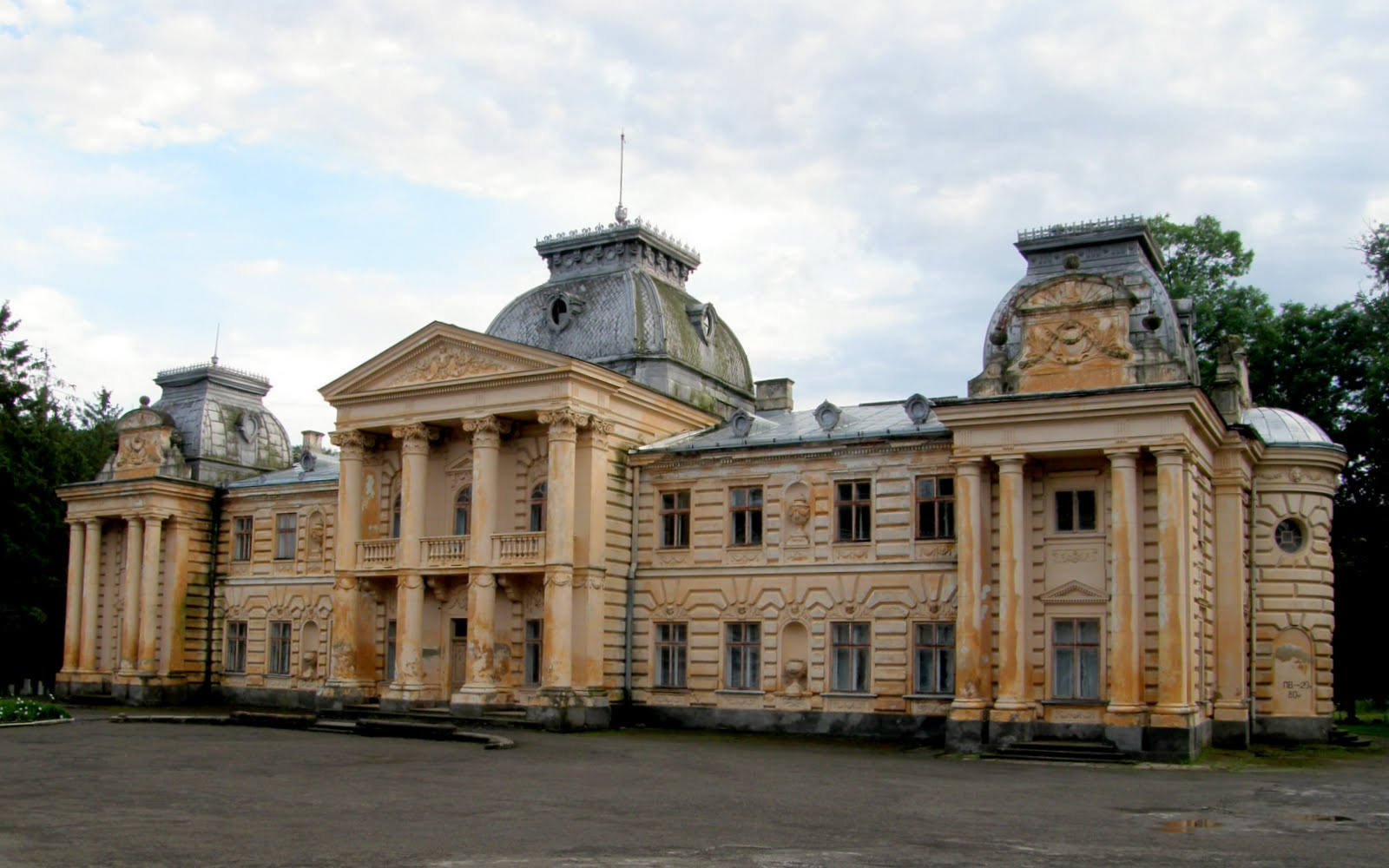
Pałac w Koropcu
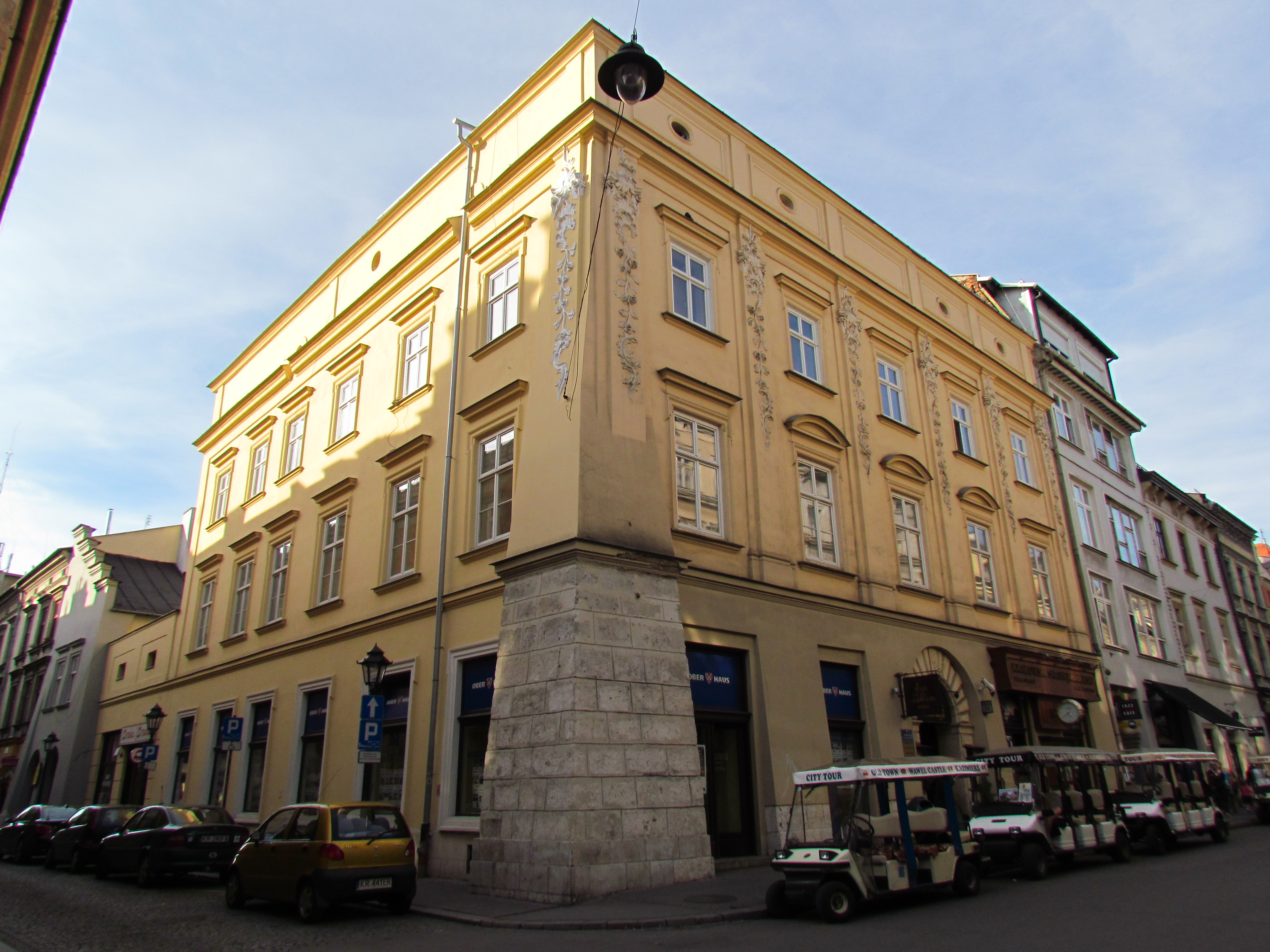
Kamienica Badeniowska w Krakowie
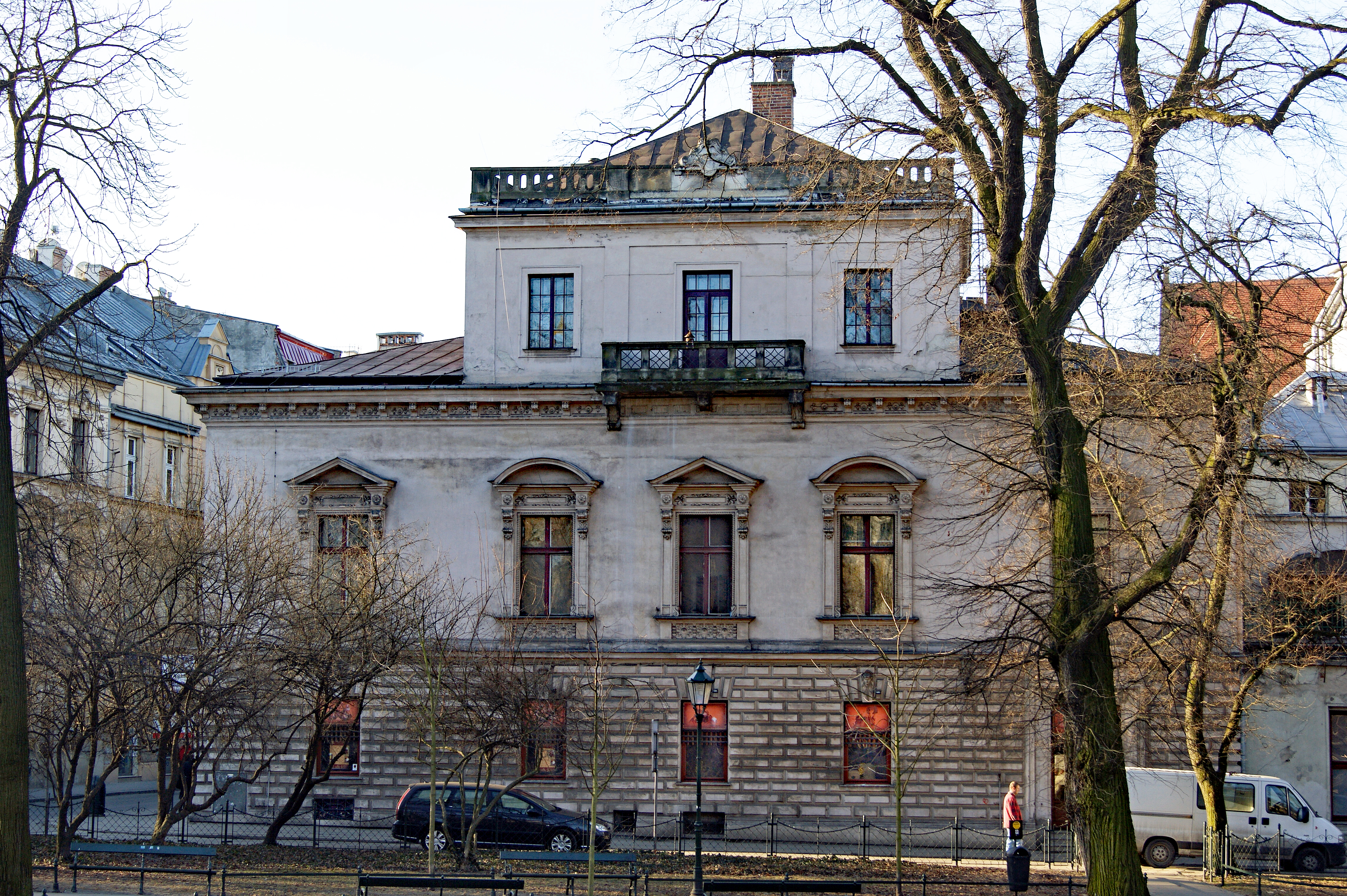
Pałac w Krakowie
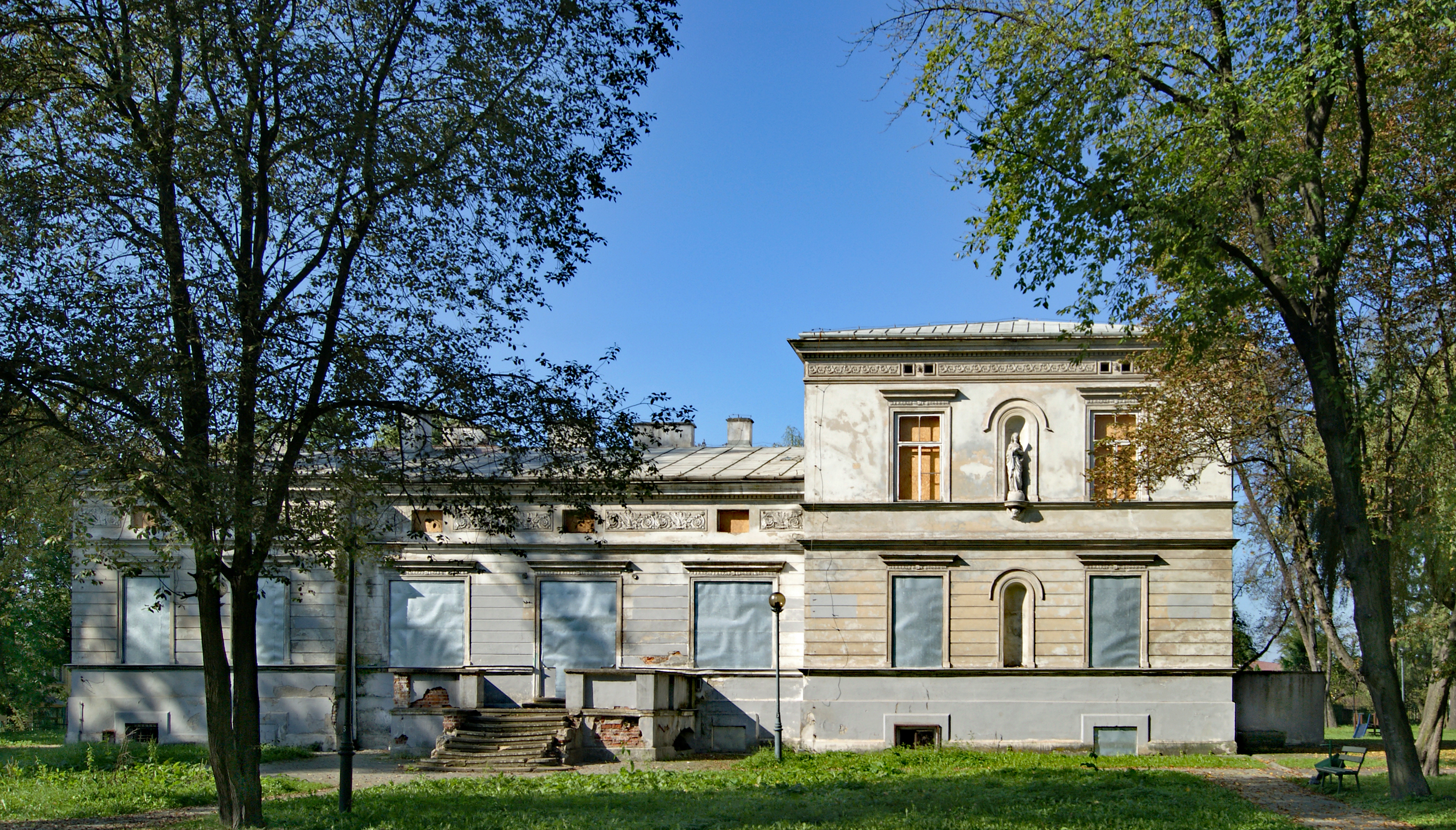
Dwór w Wadowie
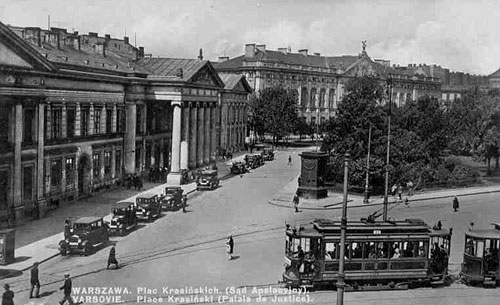
Pałac w Warszawie, po lewej stronie zdjęcia (nie istnieje)

- Pałac w Surochowie (nie istnieje).